# Муравьи (Новгородская область)
Муравьи — деревня в Шимском районе Новгородской области, входит в состав Подгощского сельского поселения.
Расположена в 7 км (по дороге) к югу от Шимска, на небольшой речке — правом притоке Шелони — Углянке.
Ближайшие населённые пункты: деревни Подгощи, Углы, Ручьи, Красный Двор.
В селе находятся остатки казарм, которые были построены в первой половине XIX века, когда в 1818 году из селений Хутынской волости Новгородского уезда был образован округ военного поселения Гренадерского его величества короля прусского полка. До начала Первой мировой войны в Муравьевских казармах размещался 2-й батальон 88-го пехотного Петровского полка и 1-й мортирный артиллерийский дивизион. Осенью 1941 года казарменный комплекс, обороняемый 1000-м стрелковым полком 305-й стрелковой дивизии, безуспешно штурмовали части испанской 250-й пехотной дивизии (известной также как «Голубая»), в результате казармы были разрушены. 

## Примечания

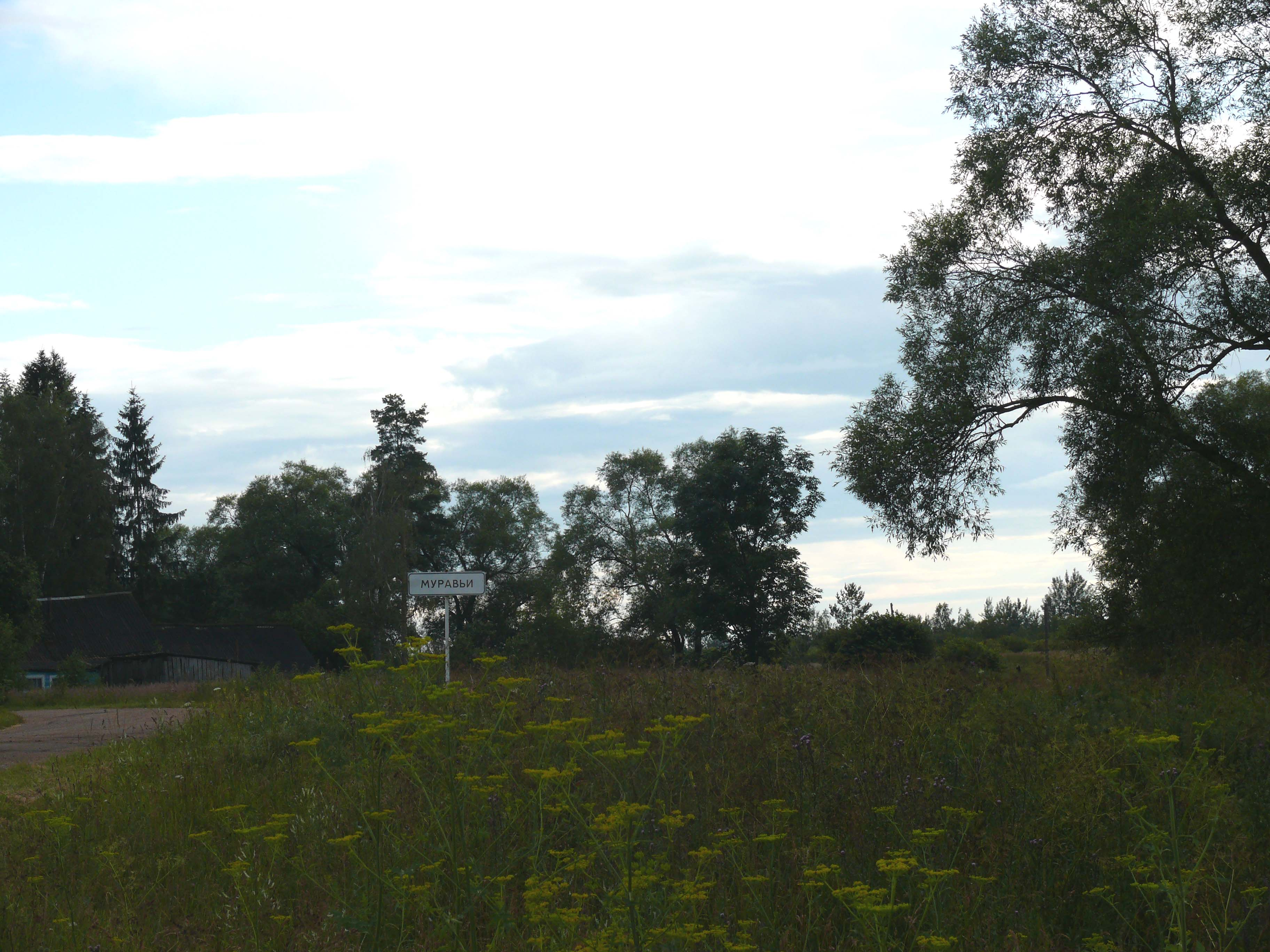
Въезд в деревню со стороны Шимска